# هورس ماكدونالد
هورس ماكدونالد (بالإنجليزية: Horse McDonald) هي مغنية ومغنية مؤلفة بريطانية، ولدت في 22 نوفمبر 1958 في Newport-on-Tay ‏ في المملكة المتحدة.

## وصلات خارجية
- الموقع الرسمي
- هورس ماكدونالد على موقع ميوزك برينز (الإنجليزية)
- هورس ماكدونالد على موقع أول ميوزيك (الإنجليزية)
- هورس ماكدونالد على موقع ديسكوغز (الإنجليزية)